# Profilaktyka społeczna
Profilaktyka społeczna – ogół działań zapobiegawczych niepożądanym zjawiskom w rozwoju i zachowaniu się ludzi to znaczy zapobieganie tym wszystkim sytuacjom, które powodują wyłanianie się potrzeb z zakresu opieki społecznej, terapii grupowej i indywidualnej oraz kompensacji społecznej.  
Rozwinięta i dobrze realizowana profilaktyka społeczna powinna redukować przypadki niedostosowania społecznego, wykolejeń, patologii społecznej. Powinna uprzedzać stany zagrożenia moralnego, zdrowotnego, kulturalnego, społecznego, aby uchronić jednostki i grupy danej populacji przed niepożądanymi odchyleniami od stanów normalnych, w tym zaburzeń na tle emocjonalnym.